# Аксарайская (станция)
Аксара́йская-1 — узловая железнодорожная станция Астраханского региона Приволжской железной дороги. Расположена на 1479 километре от Москвы. На станции заканчивается идущая от Астрахани контактная сеть, далее на север следует неэлектрифицированный путь.

## История
Станция открыта в 1966 году. В 1974 году стала узловой благодаря открытию линии Аксарайская — Атырау.
В 1985 году станция завершилась значительная реконструкции в связи со строительством Астраханского газоперерабатывающего завода. В 1990 году произведена электрификация станции со стороны Астрахани. По маршруту Кутум — Аксарайская пущены электропоезда. С 1992 года на станции осуществляется таможенный (до 2011 года) и пограничный контроль пассажиров и поездов, прибывающих из Казахстана или следующих в Казахстан.

## Описание
Из южной горловины станции расходятся две ветки: в Атырау и Астрахань, причём один из путей, ведущих в Астрахань, проходит через путепровод над путями линии Аксарайская — Атырау. Линия, ведущая в Атырау, проходит через станцию Аксарайская II, на которую примыкает поворот со стороны Астрахани. Второй путь поворота 1485 км — Аксарайская II не был построен.
В 2009 году возобновлены рассмотрение планы по электрификации участка Аксарайская — Верхний Баскунчак — Трубная.

## Расписание
Пригородное сообщение по станции (пригородный поезд 6033/6032 сообщением Кутум — Аксарайская) отменено 29 мая 2011 года.
На станции останавливаются почти все поезда, следующие по Астраханской линии, стоянка федеральных поездов составляет 3-5 минут, международных около 2-2,5 часов.
По состоянию на декабрь 2023 года через станцию курсируют следующие поезда дальнего следования:
| Круглогодичное обращение поездов | Круглогодичное обращение поездов | Круглогодичное обращение поездов | Круглогодичное обращение поездов |
| № поезда                         | Маршрут движения                 | № поезда                         | Маршрут движения                 |
| -------------------------------- | -------------------------------- | -------------------------------- | -------------------------------- |
| 5 «Лотос»                        | Астрахань — Москва               | 6 «Лотос»                        | Москва — Астрахань               |
| 109                              | Астрахань — Санкт-Петербург      | 110                              | Санкт-Петербург — Астрахань      |
| 123                              | Ташкент — Волгоград              | 124                              | Волгоград — Ташкент              |
| 147                              | Астрахань — Нижневартовск        | 148                              | Нижневартовск — Астрахань        |
| 301                              | Грозный — Волгоград              | 302                              | Волгоград — Грозный              |
| 319                              | Куляб — Волгоград                | 320                              | Москва — Волгоград               |
| 329                              | Душанбе — Волгоград              | 330                              | Москва — Волгоград               |
| 359                              | Худжанд — Волгоград              | 360                              | Волгоград — Худжанд              |
| 625/626                          | Астрахань — Атырау               | 625/626                          | Атырау — Астрахань               |

| Сезонное обращение поездов | Сезонное обращение поездов      | Сезонное обращение поездов | Сезонное обращение поездов      |
| № поезда                   | Маршрут движения                | № поезда                   | Маршрут движения                |
| -------------------------- | ------------------------------- | -------------------------- | ------------------------------- |
| 465                        | Астрахань — Имеретинский курорт | 466                        | Имеретинский курорт — Астрахань |